# Ernest Nagy
Ernest Nagy - slovenski pravnik, doktor prava, namiznoteniški igralec, športni funkcionar, *19. maj 1915, Ljubljana, +23. december 1995, Ljubljana.
Ob sedemdesetletnici je leta 1985 prejel Bloudkovo nagrado za več kot 50 letno delo v športu. Zelo zaslužen za razvoj namiznega tenisa in smučanja v Sloveniji. 20 let je bil predsednik Teniške zveze Slovenije, pomembno pa je bilo tudi njegovo sodelovanje v Planiškem komiteju.
Tenis je po koncu druge svetovne vojne zašel v težave, saj naj bi veljal za elitistični in buržoazni šport. V tistem času so imeli prednost predvsem kolektivni športi in tisti, pri katerih je vila v ospredju telesna vzdržljivost, volja in sposobnost prenašanja fizičnih naporov. Tenis sta dejansko rešila dr. Ernest Nagy, kasnejši predsednik TZS, in dr. Miron Bleiweis, ki sta takoj po vojni odšla na takratni CK KPS in vrh takratne partije prepričala, da nekateri revolucionarno preveč vneti tovariši tenisa niso preprosto prepovedali (Klemenc, 1997).
Ernest je namizni tenis v času med obema vojnama igral tudi pod psevdonimom. Prvo uradno jugoslovansko prvenstvo  je bilo leta 1930 v Murski Soboti. Slovenski igralci so dobro izkoristili prednost domačih miz, saj so zmagali v vseh kategorijah. Leto kasneje je državni prvak postal tudi prvak savske (Hrvaška) in dravske (Slovenija) banovine, potem ko je moral premagati “neznance”, kot so bili Worm, Zingar in drugi. V bistvu so bili to ljubljanski dijaki (Ernest Nagy, Tone Dečman, brata Gerzinič in drugi), ki so se morali skrivati, sicer bi jih zaradi nedovoljene športne dejavnosti vrgli iz šol.